# 与島村
与島村（よしまそん）は、香川県仲多度郡にあった村。

## 歴史
- 1890年2月15日 - 町村制施行に伴い、那珂郡与島、岩黒島、櫃石島、瀬居島、沙弥島の区域をもって與嶋村が発足。
- 1899年4月1日 - 所属郡が仲多度郡に変更となる。
- 1953年4月1日 - 坂出市に編入。同日与島村廃止。